# Перекрестови
Перекрестови (Перекрести, Перехрести, Перехрестови) — слобідський козацький старшинський і російський дворянський рід. Представники цього роду були полковниками Охтирського слобідського козацького полку, та полковою старшиною. Заснування багатьох міст та селищ, на Охтирщині, пов'язано саме з Перекрестовими.
Відомий і старий український (черкаський, слобожанський) дворянський рід, козацького старшинського походження. Перший задокументований представник черкашин (український козак) Іван Якович Перекрестов. Він, та його брат священик Лев, були переселенцями із Задніпров'я. Представники роду мешкали на землях Охтирського слобідського козацького полку. Але старшинським рід становиться саме при сині Івана Яковича, Іван Івановичі Перекрестові. Ставши полковником Охтирського слобідського козацького полку, Іван Іванович стає незмінним учасником майже всіх військових походів Московської держави. Не одноразово проявляв виключну мужність. У битві при Чорній долині (Другого Кримського походу 1689 року) його навіть було дуже порубано, що зробило неможливим деякий час виконувати полковницькі обов'язки. Окрім військової вдачі, був також значним осадчим Слобожанщини. За його полковництва, потік переселенців із Правобережжя значно збільшився. Він оселяв новоселів як на «полковій» землі, так й викупав землі у московських служивих людей.
Але все це перехрестила невгамовна жадоба Івана Івановича. Також притаманна для слобідської козацької старшини бажання передати всю владу в спадок, й осадити всюди саме своїх родичів. Це привело до опали зі сторони Петра Олексійовича в 1704 році. Перекрестових було відсторонено від влади, а їх величезні маєтки конфісковано. Через деякий час, онук Івана Івановича (Василь Данилович) частково поверне майно, але такою величністю, як раніше, рід вже знаний не буде.
В 1719 році, Василь Данилович Перекрестов одружується з представницею іншого відомого слобідського роду Осипових, та додає прізвище дружини до свого. Так з'являється нова гілка роду Перекрестови-Осипови.

## Походження прізвища
Перекрестами чи перехрестами йменували юдеїв, які перейшли до християнства. Саме такої думки дотримувалися архієпископ Філарет (ГумілевськийД. Г. та Багалій Д. І.. В такому разі, Перекрестови виходять з євреїв. Але слід зауважити, що також перехрестами іменували колишніх католиків, та греко-католиків, які перейшли до візантійського обряду.

## Представники роду

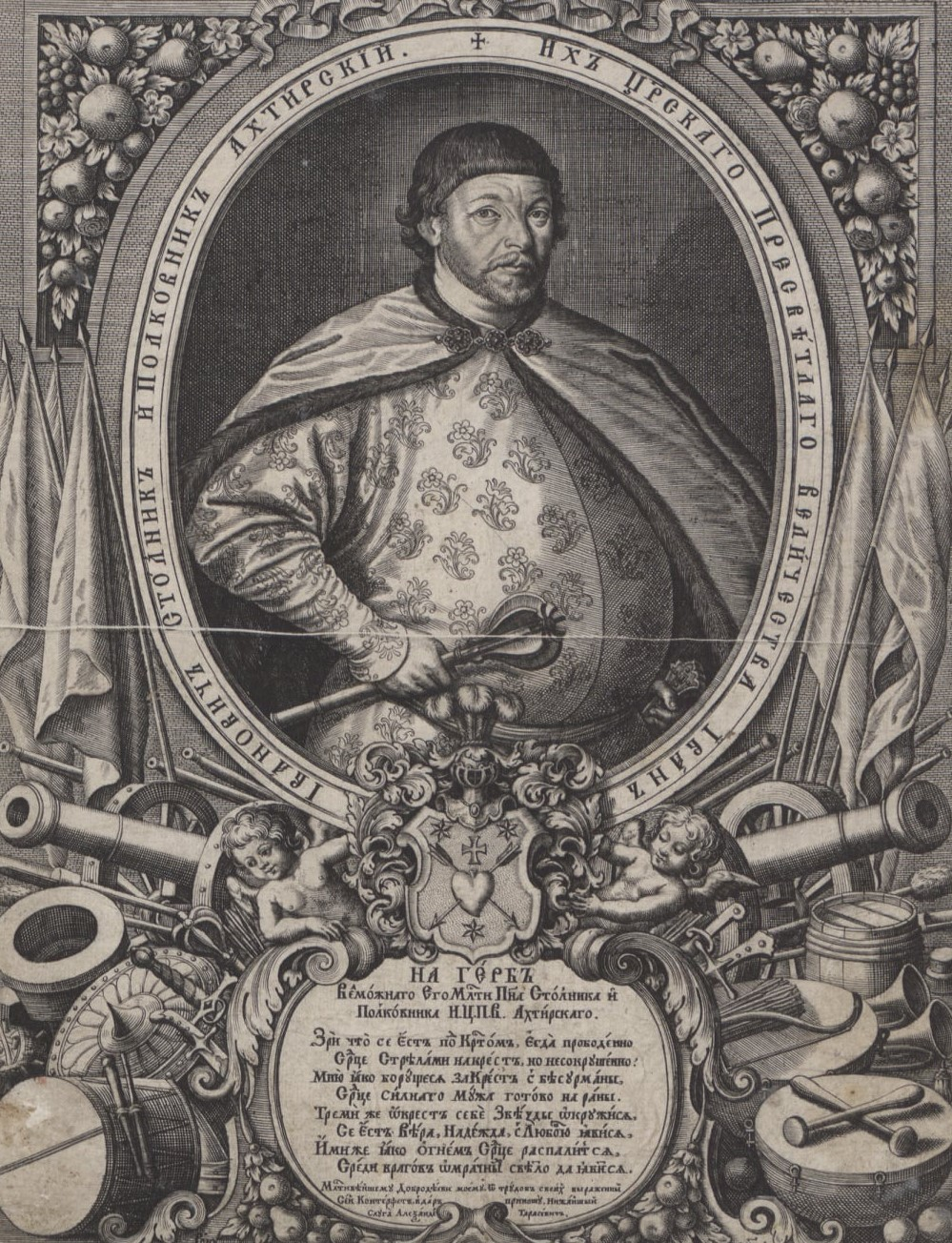
Іван Іванович Перекрестов (1689).

- Яків Перекрестов (чи Перекрест) (XVII ст.) — даних про нього не зосталось. Про нього можливо впевнено сказати, що він мав не менше двох синів. Також не відомо, чи він емігрував із Задніпров'я, чи вже пізніше це зробили його діти.
  - Іван Якович Перекрестов (XVII ст.) — син Якова Перекрестова. Разом з братом Левом, перші відомі представники роду Перекрестових на Слобожанщині. Його вказано як «черкашина», козака-переселенця.[2][3]
    - Іван Іванович Перекрестов (1721 р.с.) — син Івана Яковича. Полковник Охтирського козацького полку (з перервами 1681-1704 р.). Стольник. Відомий військовий діяч Слобожанщини. Осадчий. У грудні 1703 р. на нього подали донос полковий осавул Михайло Микитович Уманцев та полковий хорунжий Гаврило Панфилович Єралнія (за здирства, зловживання та навіть вбивства). На слідстві у Москві усе заперечував, але був засуджений. Його майно конфіскували (за описом там було 30 сіл, численні млини, селітряні заводи, винокурні, дім в Охтирці, де срібного посуду та іншого начіння забрали 37 з чвертю фунтів, багатий одяг та 16 коней на стайні). Вмер на шляху до Астрахані, куди їхав за вказівкою царя Петра Олексійовича.
      - Данило Іванович Перекрестов — син Івана Івановича. Наказний полковник Охтирського козацького полку (1702–1704.). Неодноразово брав участь у походах свого батька (зокрема в Інгерманландському поході 1700 р.) Північної війни.
        - Василь Данилович Перекрестов (з 1719 р. Перекрестов — Осипов) — син Данила Івановича. Полковник Сумського козацького полку (1728–173? р.). Був одружений першим шлюбом з Марією Михайлівною, дочкою Охтирського полковника Михайла Федоровича Осипова (1711–1724 рр.), та онучкою бригадира Слобідських полків (з 1711 р.), та полковника того ж Охтирського полку (1704–1711 рр.) Федора Осиповича Осипова. Після одруження приєднав до свого прізвища, прізвище родини дружини. Другим шлюбом одружений з Марією Лаврентіївною, донькою Ізюмського полковника Лаврентія Івановича Шидловського. Мав багато дітей від обох дружин. Від нього пішла нова гілка родини — Перекрестови-Осипови.

      - ?????  Іванівна  Гречана- донька Івана Івановича. В 1691 р. була одружена з Федором Степановичем Гречаним, сином генерального писаря (1663-1665 роки) Степана Прокоповича Потребич-Гречаного.  За неї було дано в придане слободу Журавне.

    - Пилип Іванович Перекрестов (XVII–XVIII ст.) — син Івана Яковича, брат Івана Івановича. Володів землями навколо слободи Журавної. Згадується стосовно затвердження земельної власності в 1699 році.[4]

  - Лев Якович Перекрест (XVII ст.) — син Якова, брат Івана Яковича. Михайлівський (Буймеровський) священик.
    - Петро Львович Перекрестов — син Льва Яковича. Мешкав в Риботині (1703), діти його мешами в Буймері, та Охтирці.
    - Афанасій Львович Перекрестов — син Льва Яковича. Мешкав в Риботині (1703), діти його мешами в Буймері, та Охтирці.
      - Семен Афанасійович Перекрестов — син Афанасія Львовича. Охтирський полковий хорунжий (коло 1734 року).

## Зв'язки з іншими аристократичними родами
З часом у Слобідських козацьких полках склалася старшинська еліта. Це були декілька магнатських родин, які майже постійно тримали владу в своїх руках. В Охтирському полку такими родинами були Перекрестови, Лесевицькі, Осипови, Боярські. Іван Іванович Перекрестов, та його родичі споріднювалися шлюбами з іншими владними родинами, що робило більш надійним його положення як полковника, та давало важелі щодо полкової старшини. Опала 1704 року, та відсторонення від влади, конфіскація маєтків, сильно вдарила по родині Перекрестових. Але вдалий шлюб Василя Даниловича з Марією Михайлівною Осиповою, споріднив Перекрестових ще з однією відомою старшинською родиною Осипових, що дало новий розквіт родини.
Шлюбні зв'язки родини:
- Гречані
- Карпови
- Осипови
- Шидловські.

## Споріднений рід Карпових
Один з поріднених з Перекрестовими, був козацький рід Карпових. Карпови мешкали на землях Боромлівської сотні, та належали до сотенної старшини. Перший відомий представник роду був Карп Омелянович, сотник Боромлянський Охтирського полку (коло 1697 року). Саме він й дав найменування роду. На жаль, про козацьку старшину раннього періоду заселення Слобожанщини (середина XVII ст..) збереглося мало відомостей. Але згідно документам, які збереглися, є можливість говорити, що Карп Омелянович, був дядьком Івана Івановича Перекрестова. Він мав двох дітей, один з яких, Роман Карпов, став також Боромлянським сотником Другий же син, Степан Карпов, став священиком, прийняв згодом служіння в храмі свого тестя (Боромлівського священика Василя Іванова). Родина існувала далі й вже також як полкова старшина. Один з нащадків Карпа Омеляновича, був полковим суддею.

## Маєтки та земельні володіння
- Слобода Журавне (в наш час село Журавне). Землі, де пізніше засновано сучасне село, Журавна поляна, належала боярським дітям (з 1652 року) Олешанського укріплення. В 1689 році викуплене Іваном Івановичем Перекрестовим. В 1691 віддано Федору Степановичу Гречаному, як придане за його доньку;
- Слобода Кам'янка (в наш час село Кам'янка). Належало Івану Івановичу Перекрестову. В 1705 році, ці землі були конфісковані. Через деякий час ці землі відійшли до родини Тимофія Васильовича Надаржинського (духовника російського імператора Петра Олексійовича);
- Слобода Каплунівка (в наш час село Каплунівка). Володіння Перекрестових-Осипових (разом з родиною Кононовцевих). В 1798 році, цими родинами було побудовано храм Різдва Богородиці. Архітектор Растреллі;
- Хутір Криничний. В 1696 році, куплено Іваном Івановичем Перекрестовим у боярських дітей Люджі, у Радомлі, та у Боромлі, й заселено черкасами. В 1705 році, ці землі були конфісковані;
- Слобода Лутище (в наш час село Лутище). Було серед конфіскованих в 1705 року земель. В 1709 році віддано полковнику Охтирського полку, Федору Осипову. Після 1719 року, коли відбувся шлюб Василя Даниловича Перекрестова, із спадкоємницею Осипових, ці землі знову повернулися до родини Перекрестових (Перекрестових-Осипових);
- Слобода Мартинівка (в наш час село Мартинівка). Було серед конфіскованих в 1705 року земель. Потім, ці землі було віддано ближчому поплічнику російського імператора Петра Олексійовича О. Д. Меншикову;
- Село Нова Рабинь. Полковнице село Охтирського полку. Володіли ім. охтирські полковники Дем'ян Зинов'єв, та Матвій Іванович. З 1699 року, ним володів Іван Іванович Перекрестов;
- Село Риботин. Віддано Іваном Івановичем Перекрестовим в 1703 році своїм двоюрідним братам Афанасію та Петру Перекрестовим;
- Місто Славгород (в наш час село  Славгород). В 1686 році Іван Іванович Перекрестов купив ці землі у боярських дітей Вольновської служби. Землі ці він заселяє черкасами з Правобережжя. В 1705 році ці землі були конфісковані. Через деякий час ці землі відійшли до родини Тимофія Васильовича Надаржинського (духовника російського імператора Петра Олексійовича);
- Село Тормова. Село розташоване коло слободи Мурафа. Було відібрано Іваном Івановичем Перекрестовим у козаків Мурафської сотні. Віддане, як придане за його дочку, Федору Гречаному. При конфіскації 1705 року, його залишили родині Гречаних. Частину цих земель пізніше повернули Данилі Івановичу Перекрестову;
- Місто Тростянець. Ці землі належали Івану Івановичу Перекрестову з 1676 року. В 1705 році, ці землі були конфісковані. Через деякий час ці землі відійшли до родини Тимофія Васильовича Надаржинського (духовника російського імператора Петра Олексійовича, який був родом саме з цього міста);
- Хутір Яблучний. Належав Івану Івановичу Перекрестову;
- Слобода Ясенове (в наш час село  Ясенове). Було серед конфіскованих в 1705 року земель. Потім, ці землі було віддано ближчому поплічнику російського імператора Петра Олексійовича О. Д. Меншикову;